# Malawi
Malawi, formellt Republiken Malawi, tidigare Nyasaland, är en stat i södra Afrika som gränsar till Moçambique i syd, Tanzania i nordöst och Zambia i nordväst. På gränsen mellan Malawi och Tanzania ligger den 580 kilometer långa Malawisjön, världens nionde största insjö.

## Namn
Namnet Malawi kommer från språket chichewa och betyder "flammor". Det syftar på de ljusreflexer som kommer från Malawisjön.

## Historia
Mellan sent 1400-tal och tidigt 1700-tal bredde Maraviriket ut sig över nuvarande Malawi. Maraviriket hade kontakt med havet genom nuvarande Moçambique, och bedrev handel med både arabiska och portugisiska sjöfarare. Slavhandel och inbördes stridigheter försvagade riket under 1700-talet. Resterna av riket regerades av omväxlande angoni- och ayaohärskare, samt från arabiska handelskolonier.
1891 blev området brittiskt protektorat, först under namnet British Central African Protectorate, därefter Nyasaland Protectorate och Nyasaland. Under åren 1953–1963 ingick dåvarande Nyasaland i Centralafrikanska federationen tillsammans med kolonierna Nordrhodesia (Zambia) och Sydrhodesia (Zimbabwe). 1964 blev området den självständiga staten Malawi. Under de kommande 30 åren styrdes landet av president Hastings Banda. Hastings Banda valdes till president på livstid 1970 och styrde landet helt enväldigt fram till 1994 då han tvingades utlysa val om införandet av ett flerpartisystem i landet, där en stor majoritet röstade ja. Under presidentvalet som följde vann Dr. Bakili Muluzi som var president ifrån 1994 till 2004 då han efterträddes av Bingu wa Mutharika, som omvaldes till ytterligare en femårsperiod våren 2009. Efter hans död den 5 april 2012 övertog vicepresidenten Joyce Banda som Afrikas andra kvinnliga statschef. I presidentvalet 2014 besegrades hon av utmanaren Peter Mutharika. År 2020 genomfördes ett nyval efter beskyllningar om valfusk när sittande president Peter Mutharikas vann års 2019 presidentval. Oppositionsledaren Lazarus Chakwera vann valet och blev Malawis nye president.
I Malawi är en åttondel av flickorna gifta vid 15 års ålder och hälften av alla flickor gifta vid 18 års ålder, men år 2015 förbjöds barnäktenskap då minimiåldern höjdes till 18 år.

## Geografi

### Topografi och hydrografi
Malawisjön, Afrikas tredje största och världens nionde största insjö upptar omkring 20 procent av landets yta. Malawi sträcker ut sig i nord-sydlig riktning längs det Östafrikanska gravsänkesystemet.

### Klimat
Klimatet är subtropiskt med en regnsäsong från november till maj. Resten av året är det torrt.

### Miljöproblem

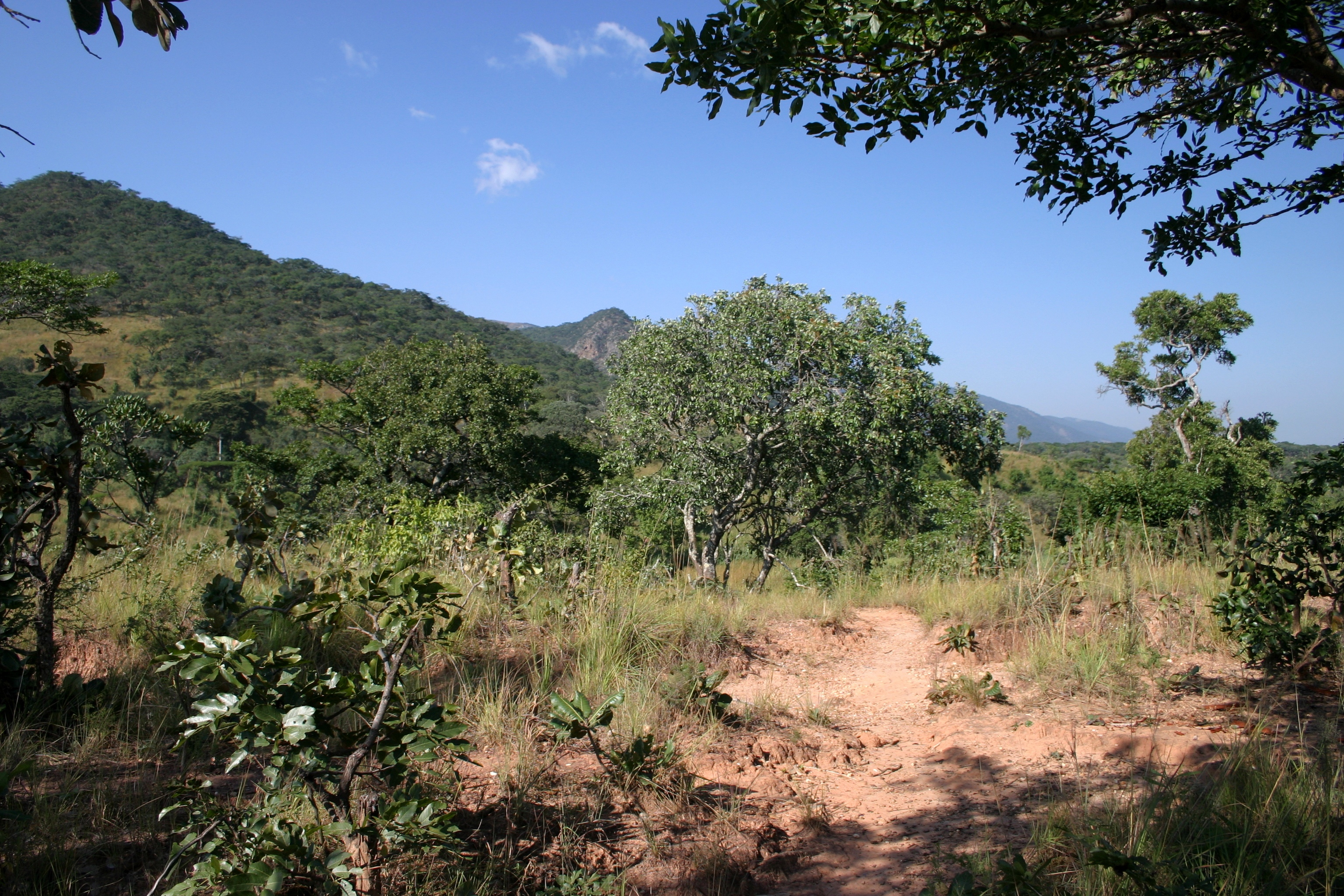
Miombo-skog

Några av Malawis största miljöproblem är för stor skogsavverkning, vattenförorening och igenslamning av sjöar som hotar fiskbeståndet.

## Styre och politik

### Författning och styre
Presidenten väljs i allmänna val vart femte år och kan omväljas en gång. Presidenten är både statschef och premiärminister och har dessutom i uppdrag att utse regeringen. Sedan år 2020 krävs att en majoritet av befolkningen röstar på kandidaten, i annat fall utlyses en andra valomgång.
Parlamentet består av en kammare och omfattar 193 ledamöter. Dessa väljs i majoritetsval i enmansvalkretsar vart femte år.

### Administrativ indelning

Malawis provinser och distrikt

Malawi är indelat i 28 distrikt i tre regioner.
| Nr | Namn            | Landareal (km²) | Befolkning (Folkräkning 2008) | Invånare / km² |
| -- | --------------- | --------------- | ----------------------------- | -------------- |
|    | Central Region  | 35 592          | 5 491 034                     | 154,3          |
| 1  | Dedza           | 3 624           | 623 789                       | 172,1          |
| 2  | Dowa            | 3 041           | 556 678                       | 183,1          |
| 3  | Kasungu         | 7 878           | 616 085                       | 78,2           |
| 4  | Lilongwe        | 6 159           | 1 897 167                     | 308,0          |
| 5  | Mchinji         | 3 356           | 456 558                       | 136,0          |
| 6  | Nkhotakota      | 4 259           | 301 868                       | 70,9           |
| 7  | Ntcheu          | 3 424           | 474 464                       | 138,6          |
| 8  | Ntchisi         | 1 655           | 224 098                       | 135,4          |
| 9  | Salima          | 2 196           | 340 327                       | 155,0          |
|    | Northern Region | 26 931          | 1 698 502                     | 63,1           |
| 10 | Chitipa         | 4 288           | 179 072                       | 41,8           |
| 11 | Karonga         | 3 355           | 272 789                       | 81,3           |
| 12 | Likoma          | 18              | 10 445                        | 580,3          |
| 13 | Mzimba          | 10 430          | 853 305                       | 81,8           |
| 14 | Nkhata Bay      | 4 071           | 213 779                       | 52,5           |
| 15 | Rumphi          | 4 769           | 169 112                       | 35,5           |
|    | Southern Region | 31 753          | 5 876 784                     | 185,1          |
| 16 | Balaka          | 2 193           | 316 748                       | 144,4          |
| 17 | Blantyre        | 2 012           | 999 491                       | 496,8          |
| 18 | Chikwawa        | 4 755           | 438 895                       | 92,3           |
| 19 | Chiradzulu      | 767             | 290 946                       | 379,3          |
| 20 | Machinga        | 3 771           | 488 996                       | 129,7          |
| 21 | Mangochi        | 6 273           | 803 602                       | 128,1          |
| 22 | Mulanje         | 2 056           | 525 429                       | 255,6          |
| 23 | Mwanza          | 826             | 94 476                        | 114,4          |
| 28 | Neno            | 1 469           | 108 897                       | 74,1           |
| 24 | Nsanje          | 1 942           | 238 089                       | 122,6          |
| 25 | Thyolo          | 1 715           | 587 455                       | 342,5          |
| 26 | Phalombe        | 1 394           | 313 227                       | 224,7          |
| 27 | Zomba           | 2 580           | 670 533                       | 259,9          |
|    | Hela riket      | 94 276          | 13 066 320                    | 138,6          |

Städerna Blantyre, Lilongwe, Mzuzu och Zomba brukar ibland redovisas som egna distrikt, separerade från de distrikt där de ingår.

### Politik
Malawis politiska partier har svårt att samla nationellt stöd. I stället tenderar de att samla stöd i antingen södra, norra eller i centrala Malawi.

## Ekonomi och infrastruktur
40 % av BNP och 88 % av exporten har jordbruksanknytning (varav hälften är tobak). Landets ekonomi är i hög grad beroende av ekonomiskt stöd, bland annat från Världsbanken.
På senare år har dock landets ekonomi kommit att förbättras avsevärt sedan regeringen 2005 genomförde en omfattande jordbruksreform som bland annat tillät landets jordbrukare att till ett kraftigt reducerat pris få köpa statligt subventionerat konstgödsel i syfte att öka produktionen av framför allt majs och vete. Sedan dess har landets livsmedelsproduktion mångdubblats och landet har idag uppnått total självförsörjning av mat och har börjat kunna exportera livsmedel till sina grannländer.[källa behövs]

### Råvaror
Landets naturtillgångar inkluderar kalksten, odlingsbar mark och vattenkraft, samt oexploaterade resurser av uran, kol och bauxit.

## Befolkning

### Demografi
Den senaste folkräkningen hölls den 3 september 2018 och avsåg den folkbokförda (de jure) befolkningen i landet och antalet invånare utgjorde 17 563 749, varav 8 521 460 män och 9 042 289 kvinnor.
Både nativiteten och dödligheten är höga i Malawi, och år 2018 var 46,17 % av befolkningen under 15 år. År 2015 var medianåldern 16,4 år. Den årliga befolkningstillväxten var år 2015 omkring 3,31 %.  År 2020 beräknades 45,87 % av befolkningen vara under 15 år och medianåldern vara 16,8 år. Befolkningsökningen hade minskat till 2,39 % år 2021.
År 2015 var befolkningens medellivslängd 60,66 år och till år 2021 hade den ökat till 72,16 år.

#### Urbanisering
Malawi är ett av Afrikas mest tätbefolkade länder. Marken är dock inte speciellt lämplig för odling, vilket ger en mycket hög befolkningstäthet i förhållande till jordbrukets resurser. De största befolkningskoncentrationerna ligger i de centrala och södra delarna av landet. 85 % av befolkningen bor på landsbygden, men andelen stadsbor växer. De största städerna är Blantyre, huvudstaden Lilongwe och Mzuzu.

#### Minoriteter
Befolkningen tillhör 30 olika bantutalande folkslag; däribland cewa, nyanja, lomwe, wayao (eller yao), tumbuka, sena, tonga, ngoni och ngonde. 
Alla har sina egna språk och kulturella traditioner. De började vandra in i området i början av 1400-talet. Befolkningen omfattar också ett antal indier, men andelen har minskat dramatiskt sedan 1960-talet.

#### Migration
Malawi var ett av de länder som mottog det högsta antalet flyktingar från Moçambique under inbördeskriget där, varav de sista av dessa repatrierades under mitten av 1990-talet.
Nettomigration år 2021 var 0.

### Språk
Engelska, chichewa (chew, maravi och nyanja) är officiella språk. Chichewa är ett bantuspråk som talas av drygt hälften av landets befolkning. Andra vanliga lokala bantuspråk är yao (1,3 miljoner talare), ngoni (650 000 talare) och lomwe (1,8 miljoner talare).
År 2015 var 34,2 % av den vuxna befolkningen analfabeter. Bland kvinnorna var 41,4 % analfabeter medan det bland männen var 27 %.

### Religion
I mitten på 2010-talet var en majoritet av befolkningen kristna. 55 % var protestanter och 20 % var katoliker. 20 % av befolkningen utövade islam, medan 5 % utövade inhemska religioner eller annat.

### Hälsa
Uppskattningsvis 9,2 % av den vuxna befolkningen levde i mitten av 2010-talet med hiv eller aids. Till år 2020 hade andelen minskat till 8,1 %, totalt 990 000 personer. Samma år avled 12 000 personer i aids.
Spädbarnsdödlighet år 2015 uppgick till 46,26 per 1000 levande födda, till år 2021 hade den minskat till 37,19 dödsfall per 1000 levande födslar.

## Internationella rankningar
| Organisation                                | Undersökning                   | Bedömning                                   | Rankning   |
| ------------------------------------------- | ------------------------------ | ------------------------------------------- | ---------- |
| Heritage Foundation/The Wall Street Journal | Ekonomisk frihet-index 2019    | 51,4 (Mostly Unfree)                        | 153 av 180 |
| Reportrar utan gränser                      | World Press Freedom Index 2019 | 28,36 (0 är bäst)                           | 68 av 180  |
| Transparency International                  | Korruptionsindex 2018          | 32 (0 är väldigt korrupt, 100 väldigt rent) | 120 av 180 |
| FN:s utvecklingsprogram                     | Human Development Index 2018   | 0,485 - Low human development               | 172 av 189 |
| The Economist                               | Demokratiindex 2018            | 5,49 - Hybrid regime (10 är bäst)           | 90 av 167  |